# لويس أوقستو سانشيز
لويس أوقستو سانشيز (بالإسبانية: Luis Augusto Sánchez)‏ هو لاعب شطرنج كولومبي، ولد في 20 يوليو 1917، وتوفي في 1981.

## وصلات خارجية
- لويس أوقستو سانشيز على موقع مباريات الشطرنج (الإنجليزية)
- لويس أوقستو سانشيز على موقع 365Chess.com (الإنجليزية)
- لويس أوقستو سانشيز على موقع Chesstempo.com (الإنجليزية)
- لويس أوقستو سانشيز سجل أولمبياد الشطرنج على موقع OlimpBase.org (الإنجليزية)